# Щепихино
Щепи́хино — деревня в Перемышльском районе Калужской области, входит в состав сельского поселения деревня Покровское.

## География
Расположена на берегу реки Столбянка примерно в 16 километрах на юго-запад от районного центра — села Перемышль.

## Население
| 2002 | 2010 |
| ---- | ---- |
| 3    | ↗7   |

## История
В атласе Калужского наместничества, изданного в 1782 году, — Щетихина, обозначено на карте и упоминается как сельцо в составе Перемышльского уезда (надел 167). Принадлежало помещикам Чичериным.
В 1858 году сельцо (вл.) Щепихино (Щетихина) 1-го стана Перемышльского уезда, при речке Столбянке, 13 дворах и 113 жителях по правую сторону почтового Киевского тракта.
К 1914 году Щепихино — сельцо Озерской волости Перемышльского уезда Калужской губернии. В 1913 году население — 216 человек.
В годы Великой Отечественной войны деревня была оккупирована войсками Нацистской Германии с начала октября по конец декабря 1941 года. Освобождена в ходе Калужской наступательной операции частями 50-й армии генерал-лейтенанта И. В. Болдина.